# Exile (canção de Enya)
Exile um single da cantora irlandesa Enya. Fez parte de seu segundo álbum de estúdio, Watermark, lançado em 1989, e no ano de 1991 foi lançado como single, depois de aparecer nos filmes Green Card e L.A. Story.